# Olympische Sommerspiele 2024/Teilnehmer (Kirgisistan)
| Gelbes Symbol für Goldmedaillen mit stilisierten Olympischen Ringen | Graues Symbol für Silbermedaillen mit stilisierten Olympischen Ringen | Braundes Symbol für Bronzemedaillen mit stilisierten Olympischen Ringen |
| ------------------------------------------------------------------- | --------------------------------------------------------------------- | ----------------------------------------------------------------------- |
| —                                                                   | 2                                                                     | 4                                                                       |

Kirgisistan nahm an den Olympischen Spielen 2024 vom 26. Juli bis zum 11. August 2024 in Paris teil. Es war die insgesamt achte Teilnahme an Olympischen Sommerspielen.
Für die Eröffnungsfeier wurde der Ringer Erlan Scherow zum Fahnenträger der Mannschaft Kirgisistans ernannt.

## Teilnehmer nach Sportarten

### Boxen
Beim zweiten internationalen Qualifikationsturnier in Bangkok konnte Munarbek Sejitbek Uulu einen Startplatz im Federgewicht der Männer gewinnen.
| Athleten               | Wettbewerb       | 1. Runde | 1. Runde | Achtelfinale | Achtelfinale | Viertelfinale | Viertelfinale | Halbfinale | Halbfinale | Finale     | Finale   | Rang   |
| Athleten               | Wettbewerb       | Gegner   | Ergebnis | Gegner       | Ergebnis     | Gegner        | Ergebnis      | Gegner     | Ergebnis   | Gegner     | Ergebnis | Rang   |
| ---------------------- | ---------------- | -------- | -------- | ------------ | ------------ | ------------- | ------------- | ---------- | ---------- | ---------- | -------- | ------ |
| Männer                 |                  |          |          |              |              |               |               |            |            |            |          |        |
| Munarbek Sejitbek Uulu | Klasse bis 57 kg | Freilos  | Freilos  | S. Horta     | 3:2          | J. Harvey     | 5:0           | J. Ibáñez  | 4:1        | A. Xaloqov | 0:5      | Silber |

### Judo
Über die IJF-Weltrangliste konnten sich zwei kirgisische Judokas qualifizieren.
| Athleten                 | Wettbewerb       | 1. Runde    | 1. Runde | 2. Runde          | 2. Runde | Achtelfinale  | Achtelfinale  | Viertelfinale | Viertelfinale | Halbfinale / Trostrunde | Halbfinale / Trostrunde | Finale / Platz 3 | Finale / Platz 3 | Rang |
| Athleten                 | Wettbewerb       | Gegner      | Ergebnis | Gegner            | Ergebnis | Gegner        | Ergebnis      | Gegner        | Ergebnis      | Gegner                  | Ergebnis                | Gegner           | Ergebnis         | Rang |
| ------------------------ | ---------------- | ----------- | -------- | ----------------- | -------- | ------------- | ------------- | ------------- | ------------- | ----------------------- | ----------------------- | ---------------- | ---------------- | ---- |
| Männer                   |                  |             |          |                   |          |               |               |               |               |                         |                         |                  |                  |      |
| Kubanytschbek Aibek Uulu | Klasse bis 66 kg | B. Jadow    | 0:11s2   | —                 | —        | ausgeschieden | ausgeschieden | ausgeschieden | ausgeschieden | ausgeschieden           | ausgeschieden           | ausgeschieden    | ausgeschieden    | 17   |
| Erlan Scherow            | Klasse bis 90 kg | I. F. Silva | 10:0     | T. Mosakhlishvili | 0:10     | ausgeschieden | ausgeschieden | ausgeschieden | ausgeschieden | ausgeschieden           | ausgeschieden           | ausgeschieden    | ausgeschieden    | 9    |

### Leichtathletik
Die Olympianormen des Weltverbandes konnten keine kirgisischen Leichtathleten erreichen. Über den Universalstartplatz nahm Sardana Trofimowa am Marathon der Frauen teil.
Laufen und Gehen
| Athleten          | Wettbewerb | Vorlauf | Vorlauf | Halbfinale | Halbfinale | Finale    | Finale | Rang |
| Athleten          | Wettbewerb | Zeit    | Rang    | Zeit       | Rang       | Zeit      | Rang   | Rang |
| ----------------- | ---------- | ------- | ------- | ---------- | ---------- | --------- | ------ | ---- |
| Frauen            |            |         |         |            |            |           |        |      |
| Sardana Trofimowa | Marathon   | —       | —       | —          | —          | 2:26:47 h | 14     | 14   |

### Ringen
Über die Weltmeisterschaften 2023 konnten sich die ersten vier kirgisischen Ringer für die Olympischen Spiele qualifizieren. Beim asiatischen Qualifikationsturnier im heimischen Bischkek konnten vier weitere Plätze erreicht werden. Zum Abschluss der Qualifikationsperiode konnten beim internationalen Qualifikationsturnier in Istanbul zwei weitere Startplätze erreicht werden, sodass in Paris zehn kirgisische Ringer an den Start gehen konnten.

#### Freier Stil
Legende: G = Gewonnen, V = Verloren, S = Schultersieg
| Athleten               | Wettbewerb        | Achtelfinale    | Achtelfinale | Viertelfinale | Viertelfinale | Halbfinale    | Halbfinale    | Hoffnungsrunde Halbfinale | Hoffnungsrunde Halbfinale | Hoffnungsrunde Finale | Hoffnungsrunde Finale | Finale        | Finale        | Rang   |
| Athleten               | Wettbewerb        | Gegner          | Ergebnis     | Gegner        | Ergebnis      | Gegner        | Ergebnis      | Gegner                    | Ergebnis                  | Gegner                | Ergebnis              | Gegner        | Ergebnis      | Rang   |
| ---------------------- | ----------------- | --------------- | ------------ | ------------- | ------------- | ------------- | ------------- | ------------------------- | ------------------------- | --------------------- | --------------------- | ------------- | ------------- | ------ |
| Frauen                 |                   |                 |              |               |               |               |               |                           |                           |                       |                       |               |               |        |
| Aissuluu Tynybekowa    | Klasse bis 62 kg  | E. Kolawole     | G 5:1        | K. Miracle    | G 6:6         | I. Koljadenko | V 2:9         | ―                         | ―                         | P. Orchon             | G 6:6                 | ausgeschieden | ausgeschieden | Bronze |
| Meerim Dschumanasarowa | Klasse bis 68 kg  | E. Delgermaa    | G 8:3        | N. Ozaki      | G 8:6         | B. Oborududu  | G 3:1         | ―                         | ―                         | ―                     | ―                     | A. Elor       | V 0:3         | Silber |
| Ajperi Medet Kyzy      | Klasse bis 76 kg  | Wang J.         | G 4:1        | R. Hooda      | G 1:1         | K. Blades     | V 6:8         | ―                         | ―                         | M. Marín              | V 0:6                 | ausgeschieden | ausgeschieden | 5      |
| Männer                 |                   |                 |              |               |               |               |               |                           |                           |                       |                       |               |               |        |
| Beksat Almas Uulu      | Klasse bis 57 kg  | M. Qartbai      | G 4:1        | S. Lee        | V 2:12        | ausgeschieden | ausgeschieden | Zou W.                    | G 7:4                     | G. Abdullaev          | V 1:5                 | ausgeschieden | ausgeschieden | 5      |
| Ernasar Akmatalijewdi  | Klasse bis 65 kg  | I. Musukaev     | V 0:11       | ausgeschieden | ausgeschieden | ausgeschieden | ausgeschieden | ausgeschieden             | ausgeschieden             | ausgeschieden         | ausgeschieden         | ausgeschieden | ausgeschieden | 16     |
| Ajaal Lasarew          | Klasse bis 125 kg | A. Hossein Zare | V 0:5        | ausgeschieden | ausgeschieden | ausgeschieden | ausgeschieden | A. Dhesi                  | G 5:0                     | T. Akgül              | V 0:7                 | ausgeschieden | ausgeschieden | 5      |

#### Griechisch-römischer Stil
Legende: G = Gewonnen, V = Verloren, S = Schultersieg
| Athleten                   | Wettbewerb       | Achtelfinale   | Achtelfinale | Viertelfinale  | Viertelfinale | Halbfinale    | Halbfinale    | Hoffnungsrunde Halbfinale | Hoffnungsrunde Halbfinale | Hoffnungsrunde Finale | Hoffnungsrunde Finale | Finale        | Finale        | Rang   |
| Athleten                   | Wettbewerb       | Gegner         | Ergebnis     | Gegner         | Ergebnis      | Gegner        | Ergebnis      | Gegner                    | Ergebnis                  | Gegner                | Ergebnis              | Gegner        | Ergebnis      | Rang   |
| -------------------------- | ---------------- | -------------- | ------------ | -------------- | ------------- | ------------- | ------------- | ------------------------- | ------------------------- | --------------------- | --------------------- | ------------- | ------------- | ------ |
| Männer                     |                  |                |              |                |               |               |               |                           |                           |                       |                       |               |               |        |
| Dscholoman Scharschenbekow | Klasse bis 60 kg | A. Sultanghali | G 6:3        | R. Arnăut      | G 9:0         | K. Fumita     | V 3:4         | ―                         | ―                         | M. Mohsennejad        | G 3:1                 | ausgeschieden | ausgeschieden | Bronze |
| Amantur Ismailow           | Klasse bis 67 kg | R. Soidse      | G 12:1       | P. Nassibow    | V 6:7         | ausgeschieden | ausgeschieden | M. Nemeš                  | G 8:0                     | H. Jafarov            | V 0:8                 | ausgeschieden | ausgeschieden | 5      |
| Akdschol Machmudow         | Klasse bis 77 kg | K. Bey         | G 4:1        | D. Schadyrajew | V 1:3         | ausgeschieden | ausgeschieden | J. Cuero                  | G 9:0                     | S. Süleymanov         | G 6:5                 | ausgeschieden | ausgeschieden | Bronze |
| Üsür Dschussupbekow        | Klasse bis 97 kg | M. Venckaitis  | G 5:1        | M. Hadi Saravi | V 0:8         | ausgeschieden | ausgeschieden | J. Rau                    | G 9:4                     | M. Gabr               | G 2:1                 | ausgeschieden | ausgeschieden | Bronze |

### Schwimmen
Die olympischen Normzeiten des Weltverbandes konnte mit Denis Petraschow ein kirgisischer Schwimmer über 100 Meter Brust erreichen.
| Athleten                 | Wettbewerb    | Vorlauf     | Vorlauf | Halbfinale    | Halbfinale    | Finale        | Finale        | Rang |
| Athleten                 | Wettbewerb    | Zeit        | Rang    | Zeit          | Rang          | Zeit          | Rang          | Rang |
| ------------------------ | ------------- | ----------- | ------- | ------------- | ------------- | ------------- | ------------- | ---- |
| Frauen                   |               |             |         |               |               |               |               |      |
| Jelisaweta Petscherskich | 50 m Freistil | 26,26 s     | 30      | ausgeschieden | ausgeschieden | ausgeschieden | ausgeschieden | 30   |
| Männer                   |               |             |         |               |               |               |               |      |
| Denis Petraschow         | 100 m Brust   | 1:00,42 min | 23      | ausgeschieden | ausgeschieden | ausgeschieden | ausgeschieden | 23   |
| Denis Petraschow         | 200 m Brust   | 2:10,99 min | 16      | 2:10,19 min   | 14            | ausgeschieden | ausgeschieden | 14   |